# Magyar népi muzsika (Op.42)
A Magyar népi muzsika Weiner Leó 1952-ben írt műve (Op.42). Mint alcíme –  30 kis darab a zongorázó ifjúság számára – mutatja, a szerző célja a zongoratanulás elősegítése; a mű a mai napi szerepel az alapfokú zeneoktatás programjában.
Minden darab egy-egy népdalfeldolgozás. A mű két részből áll a darabok nehézségi fokának megfelelően.
| I. Könnyű darabok                      |                                                                      |                                |
| 1. A tari réten                        | Lyrical new style song                                               | Semplice (poco mosso)          |
| 2. Lánc, lánc, keskeny lánc            | Children's song                                                      | Poco allegro                   |
| 3. Mit mos levél Katicája              | Children's song                                                      | Poco mosso                     |
| 4. Bujdosik az árva madár              | Lyrical old style song                                               | Moderato                       |
| 5. Csinálosi erdőn                     | Lyrocal old song                                                     | Semplice ed innocente          |
| 6. Zöld erdőben                        | Lyrical old style song                                               | Andantino (quasi allegretto)   |
| 7. Szabad péntek, szabad szombat       | Children's song                                                      | Allegro                        |
| 8. Ha kimegyek a nényei nagy hegyre    | Lyrical new style song                                               | Allegretto                     |
| 9. Megy a kocsi                        | Old style song                                                       | Allegretto giocoso             |
| 10. Haragusznak rám                    | Lyrical new style song                                               | Moderato                       |
| 11. Mikor menyasszonyt esketni viszik  | Wedding song                                                         | Semplice, poco mosso           |
| 12. Lefeküdtem csak alig               | Love song in old style                                               | Allegretto scherzoso           |
| 13. Panaszos ének                      | Plaintive song                                                       | Andantino                      |
| 14. Tavaszi szél                       | Love song in old style, so called "Flower"'-song                     | Allegretto                     |
| 15. Fordulj vígan, koszorú             | Children's song                                                      | Allegretto giocoso             |
| II. Középnehéz darabok                 |                                                                      |                                |
| 16. Repülj madár                       | Love song in old style                                               | Andantino                      |
| 17. Szőlőhegyen keresztül              | Funny song in old style                                              | Allegretto moderato e gracioso |
| 18. A veszprémi állomáson              | Lyrical new style song                                               | Moderato                       |
| 19. Menuetto (a nyoszolyólányok éneke) | Menuet - on tune of a Wedding song Tempo di Menuetto (quasi andante) |                                |
| 20. Lyányom, lyányom, gyöngyvirágom    | Funny old style song                                                 | Allegretto mosso e scherzando  |
| 21. Mély a Tiszának a széle            | Old style dance tune                                                 | Mosso moderato                 |
| 22. Elvesztettem keszkenőmet           | Old style dance tune                                                 | Allegretto vivo                |
| 23. Mikor gulyáslegény voltam          | Lyrical shepherd's song in old style                                 | Sostenuto                      |
| 24. Nagydorogi csárdás                 | Csárdás dance tune from the village Nagydorog                        | Tempo di Csádrás               |
| 25. Ropogós csárdás                    | Fast csárdás dance tune                                              | Tempo di Csárdás               |
| 26. Gyergyói verbunk                   | Recruiting dance tune from Region Gyergyó (Transylvania) Risoluto    |                                |
| 27. Aki szép lányt akar venni          | Lyrical old style song                                               | Poco allegro ma grazioso       |
| 28. Mért küldött a kisasszony          | Children's song                                                      | Vivace                         |
| 29. Áll előttem egy virágszál          | Old lyrical song                                                     | Andante                        |
| 30. Eger felé                          | Lyrical old dtyle song                                               | Allegro giocoso e risoluto     |